# Lagocephalus lagocephalus
Lagocephalus lagocephalus är en fiskart som först beskrevs av Carl von Linné 1758.  Lagocephalus lagocephalus ingår i släktet Lagocephalus och familjen blåsfiskar.

## Underarter
Arten delas in i följande underarter:
- L. l. lagocephalus
- L. l. oceanicus